# Raycadenco ecuadorensis
Raycadenco es un género monotípico de orquídeas. Su única especies: Raycadenco ecuadorensis Dodson, es originaria de Ecuador.

## Características
Es una orquídea de tamaño pequeño, con hábitos de epífitas, es  monopodial que prefiere temperaturas frescas a frías.  Tiene un tallo envuelto por vainas dísticas e imbricadas y florece en el otoño en una inflorescencia axilar, racemosa glabra de 2 cm de largo, cona 2 a 3 flores.

## Distribución y hábitat
Se encuentra en el Ecuador en alturas de alrededor de 2200 metros. 

## Taxonomía
Raycadenco ecuadorensis fue descrita por Calaway Homer Dodson y publicado en Journal of Botany, British and Foreign 66: 141. 1928.